# Sent Faliç de Sòrgas
Sant Faliç de Sòrga (en francès Saint-Félix-de-Sorgues) és un municipi francès situat al departament de l'Avairon i a la regió d'Occitània.

## Demografia
| 1962                                       | 1968 | 1975 | 1982 | 1990 | 1999 | 2006 |
| ------------------------------------------ | ---- | ---- | ---- | ---- | ---- | ---- |
| 271                                        | 228  | 202  | 183  | 206  | 196  | 198  |
| Des de 1962: població sense dobles comptes |      |      |      |      |      |      |

## Administració
| Període | Identitat        | Partit |
| ------- | ---------------- | ------ |
| 2001-   | Bertrand Schmitt |        |